# シャームキー文字
シャームキー文字（シャームキーもじ、شاہمکھی）は、パンジャーブ語を表記するためのペルシア文字系の文字の別称。

## 概要
パンジャーブ語は古くランダー文字で書かれ、インドではグルムキー文字が公式の正書法として使われる。それに対してイスラム教徒はシャームキー文字を使用する。
17世紀以来パンジャーブ語をペルシア文字で記すことが行われてきた。19世紀にはウルドゥー語の影響が強まり、ペルシア文字に対してそり舌音(ṭ ḍ ṛ)や鼻母音のための文字が追加されたウルドゥー文字を使ってパンジャーブ語が記されるようになった。現代のパキスタンではこの文字体系のみがパンジャーブ語を記すのに用いられる。
シャームキー文字は基本的にウルドゥー文字と同じものであるが、パンジャーブ語に固有の音を表記するためのいくつかの変更が提案されている。たとえばそり舌音のṇ /ɳ/を表すためにنを変形したݨ、またはنの点を縦に2つ重ねた文字を使う。また、パンジャーブ語の特徴である声調を表記するためにهを変形した文字を使う提案もある。しかし、いずれの変更も普及しているとは言えない。

## コンピュータ
シャームキー文字のウルドゥー文字と異なる部分について標準が存在しないこと、ソフトウェアのサポートが存在しないことは、パンジャーブ語で書かれた文献の印刷上の困難を引き起こしている。

## 参考資料
- Shackle, Christopher (2007) [2003], “Panjabi”, in George Cardona; Dhanesh Jain, The Indo-Aryan Languages, Routledge, pp. 581-621, ISBN 9780415772945